# نذر طبیعت
نذرِ طبیعت عنوان پویشی است که در مرداد ماه ۱۳۹۵ توسط یکی از محیط بانان ایران (احمد بحری) آغاز شد و طی آن دوستداران محیط زیست برای ساخت آبشخور و تأمین علوفه برای حیات‌وحش در مناطق درگیر خشکسالی، تاٌمین دارو و تجهیزات دامپزشکی و نیز درختکاری و بوته‌کاری در سراسر کشور کمک می‌کنند.
بسیاری از ایرانیان به‌ویژه مسلمانان اعتقاد دارند که حمایت از جانوران مثل آب و غذا دادن به آنها اثرات ایجابی در زندگی آنان دارد و حتی از قدیم بر سر مزار رفتگان خود کاسه آب و دانی برای پرندگان قرار می‌دادند تا پرندگان از آنها بخورند و بیاشامند تا روح اموات شاد شود.
عده‌ای دیگر که اصطلاحاً حامی حقوق جانوران هستند پا را فراتر گذاشته و برای سگ‌ها و گربه‌های خیابانی آب و غذا تأمین می‌کنند.
با افزایش معضلات زیست‌محیطی و تخریب‌های صورت گرفته توسط انسان و محدود شدن زیستگاه‌های حیات وحش گونه‌های مختلف حیات وحش در معرض تهدید قرار گرفته‌اند و از سوی دیگر با تغییرات اب وهوایی و خشکسالی‌های پیاپی برخی گونه‌های حیات وحش با کمبود آب و غذا مواجه هستند که در این راه حامیان جانوران به فکر یاری رساندن به آنها افتاده‌اند.
پویش نذر طبیعت ابتدا به صورت محدود در فضای مجازی شکل گرفت اما به تازگی به شکل یک فرهنگ فراگیر در تمام نقاط کشور تبدیل شده است و در کنار آن مبدأ این پویش با تأسیس یک سازمان مردم‌نهاد با مجوز رسمی از وزارت کشور تحت عنوان انجمن نذر طبیعت وطن ما با شماره ثبت ۲۲۲۴ از خرداد ۹۷ ثبت شد و با راه‌اندازی سایت اینترنتی نذرطبیعت با درج فراخوان پروژه‌های مختلفی در این حوزه از طریق اعضا جذب مالی می‌نماید.
آدرس سایت:
https://www.nazretabiat.ir
اسامی مدیران انجمن:
مدیرعامل: احمد بحری (کارشناس محیط زیست / محیطبان)
رئیس هیئت مدیره: حامد تقوی (کارشناس محیط زیست / استاد دانشگاه)
خزانه‌دار: رضا علی اصل (فعال محیط زیست و گردشگری)
اعضای هیئت مدیره:
سعید سلم‌آبادی (کارشناس محیط زیست / خزنده‌شناس)
موسی مزینانیان (فعال محیط زیست و عکاس طبیعت)
هادی اسلامی (دامپزشک)
سید حسین موسوی اصل (فعال محیط زیست و گردشگری)
بازرسان:
مهدی ابوالقاسمی (کارشناس کشاورزی / محیطبان)
مجید رضوانی‌راد (فعال محیط زیست و گردشگری)